# 伊麗莎白格勒縣
伊麗莎白格勒縣是俄罗斯帝国赫爾松省的縣，行政中心位于伊麗莎白格勒（今烏克蘭基洛夫格勒州克羅皮夫尼茨基）。北与基輔省的茲韋尼霍羅德卡和奇希林縣接壤，東與亞歷山德里亞縣接壤，南与赫爾松縣接壤，西与阿納尼伊夫縣接壤。該縣的地區現在位於今天烏克蘭中南部的基洛夫格勒州和尼古拉耶夫州。在1909年之前，該縣大部分土地归贵族斯卡爾任斯基家族所有。

## 備注
1. ↑  俄語羅馬化：Yelisavetgradskiy uyezd
2. ↑  烏克蘭語羅馬化：Yelisavethradskyi povit